# Гершкович, Борис Исаакович
Бори́с Исаа́кович Гершко́вич (1878, Харьков, Российская империя — 19??, там же, УССР, СССР) — российский и советский архитектор.

## Биография
Родился в еврейской семье. В 1904 году окончил Институт гражданских инженеров императора Николая I.
В 1900-х годах служил городским архитектором в Таганроге. В 1907 году разработал проект городской библиотеки имени А. П. Чехова с музеем, который не был реализован (библиотека, выстроенная по проекту Фёдора Шехтеля, была официально открыта 17 января 1914 года). По его проекту в Таганрогском городском парке в 1909 году было выстроено белокаменное здание с концертным залом (каменная ротонда).

## Известные проекты
- 1907 — Проект городской библиотеки имени А. П. Чехова (не реализован), Таганрог[2].
- 1908 -- Проект надстройки 3-го этажа Женской Гимназии г. Таганрога (не реализован).
- 1909 — Ротонда при городском парке. Таганрог, ул. Петровская, 104[3].
- 1912 — Синагога. Харьков, ул. Чеботарская, 17[4][5].
- 1913 — Жилой дом. Харьков, ул. Воробьева, 4[1].
- 1914 — Жилой дом. Харьков, ул. Короленко, 25[1].
- 1914 — Жилой дом. Харьков, ул. Плехановская, 66[1].
- 1915 — Жилой дом. Харьков, угол ул. Екатеринославской (Полтавский шлях) и Дмитриевской[1].
- 1916 — Жилой дом. Харьков, ул. Гоголя, 1[6].